# شاه عبد الحنان
شاه عبد الحنان (بالبنغالية: শাহ আবদুল হান্নান؛ 1 يناير 1939 - 2 يونيو 2021) كان فيلسوفًا وكاتبًا واقتصاديًا ومربيًا وإعلاميًا إسلاميًا من بنغلاديش. شغل منصب نائب محافظ بنك بنغلاديش ورئيس المجلس الوطني للإيرادات. كان نائب رئيس الجامعة المؤسس لجامعة دار الإحسان، وجامعة نورث ساوث، ورئيس مكتب أبحاث الاقتصاد الإسلامي ومدير البنك الإسلامي البنغلاديشي المحدود.